# Vòng loại bóng đá Thế vận hội 2020 khu vực Nam Mỹ
Vòng loại bóng đá Thế vận hội 2020 khu vực Nam Mỹ là một giải đấu được tổ chức nhằm tìm ra những đội tuyển đạt chuẩn để tham dự Thế vận hội mùa hè 2020 được tổ chức tại Tokyo, Nhật Bản. Trong đó có 4 suất dành cho các đội tuyển châu Âu, có 3 suất dành cho các đội tuyển thuộc châu Phi và Châu Á, có 2 suất dành cho các đội tuyển Nam Mỹ và Concacaf, và có 1 suất dành cho các đội bóng châu Đại Dương.
Năm 2020, chứng kiến sự lên ngôi của đội tuyển Brazil, qua đó cùng đội tuyển Á quân Argentina tham dự Thế vận hội.
Do đại dịch Covid toàn cầu, nên giải sẽ chấp nhận cầu thủ U24 thay vì U23 như thường lệ và các cầu thủ sẽ được sinh từ ngày 1-1-1996 cùng với 3 tuyển thủ lớn hơn độ tuổi quy định.